# Dimock
Dimock és una població dels Estats Units a l'estat de Dakota del Sud. Segons el cens del 2000 tenia 151 habitants.

## Demografia
Segons el cens del 2000, Dimock tenia 151 habitants, 62 habitatges, i 46 famílies. La densitat de població era de 388,7 habitants per km².
Dels 62 habitatges en un 25,8% hi vivien nens de menys de 18 anys, en un 71% hi vivien parelles casades, en un 1,6% dones solteres, i en un 24,2% no eren unitats familiars. En el 24,2% dels habitatges hi vivien persones soles el 19,4% de les quals corresponia a persones de 65 anys o més que vivien soles. El nombre mitjà de persones vivint en cada habitatge era de 2,44 i el nombre mitjà de persones que vivien en cada família era de 2,87.
Per edats la població es repartia de la següent manera: un 23,8% tenia menys de 18 anys, un 6,6% entre 18 i 24, un 21,9% entre 25 i 44, un 21,9% de 45 a 60 i un 25,8% 65 anys o més.
L'edat mediana era de 44 anys. Per cada 100 dones de 18 o més anys hi havia 98,3 homes.
La renda mediana per habitatge era de 42.188 $ i la renda mediana per família de 43.125 $. Els homes tenien una renda mediana de 26.875 $ mentre que les dones 16.667 $. La renda per capita de la població era de 18.458 $. Entorn del 4% de les famílies i el 2,7% de la població estaven per davall del llindar de pobresa.

## Poblacions més properes
El següent diagrama mostra les poblacions més properes.